# Jean-Charles Davillier
Jean Charles Davillier (Rouen, 17 de marzo de 1823 - París, 1 de marzo de 1883) fue un coleccionista de arte y escritor francés.
Nieto del banquero Jean Charles Joachim Davillier, disponía de una gran fortuna personal que le permitió reunir una colección de manuscritos, objetos de arte y obras de bibliófilo que legó al Museo del Louvre, a la Biblioteca Nacional de Francia y al Museo de Sevres.

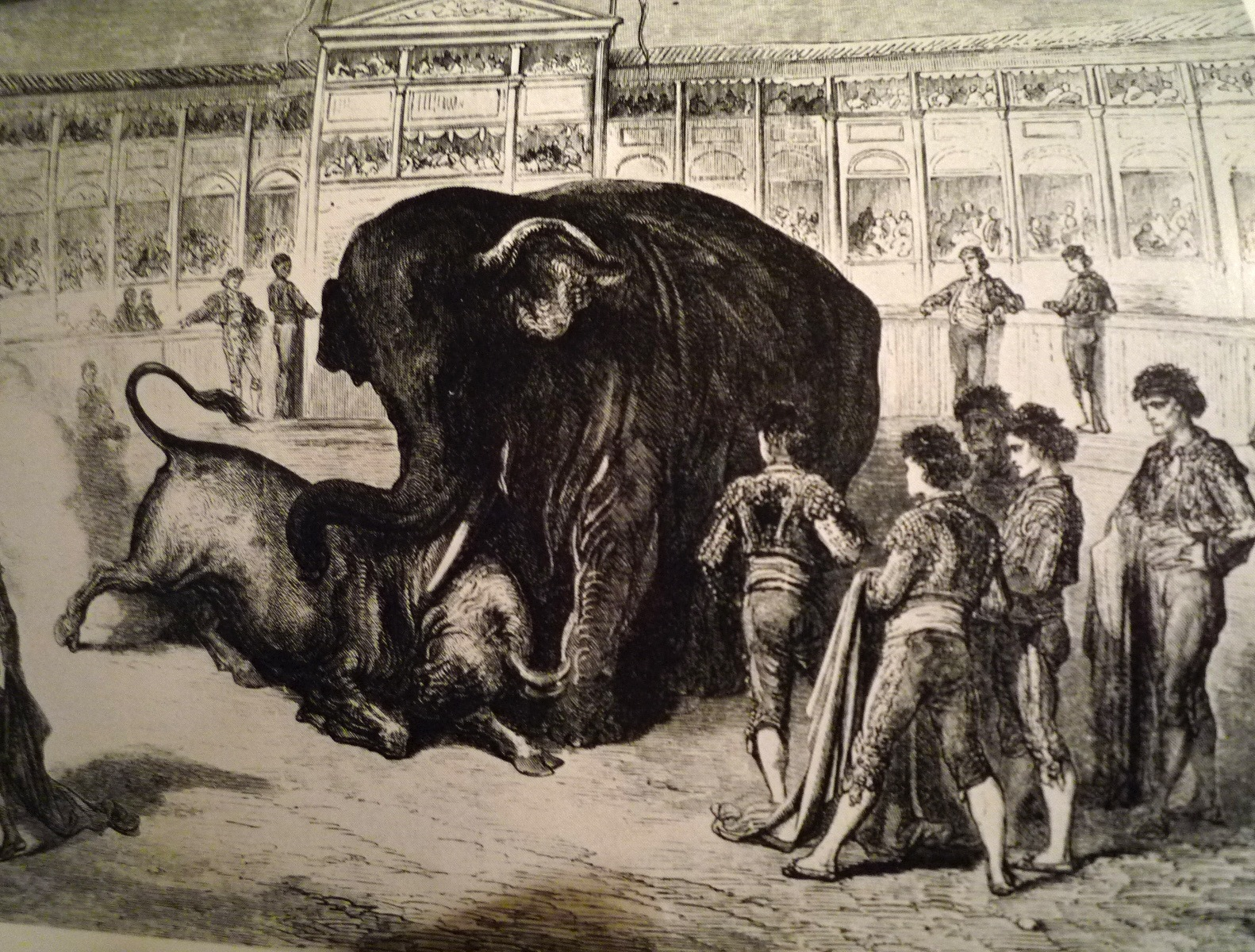
Combate entre un toro y un elefante, dibujo de Gustavo Doré, en el libro Viaje por España (1862-3) de Jean Charles Davillier.

En su mansión en París, recibió a numerosos artistas, poetas, músicos de la época. Él mismo escribió historias sobre ellos. Su Voyage en Espagne (1875) —publicada por entregas entre 1862 y 1873 en la revista de viajes Le Tour du monde y traducida al español con el título «Viaje por España» en 1957— sigue siendo célebre por las ilustraciones en su mayor parte sobre la tauromaquia que hizo Gustave Doré. El libro contiene también muchas ilustraciones sobre monumentos, lugares y personajes populares de la época. Los  dibujos, grabados y litografías sobre la tauromaquia de este libro fueron recopilados también en otra publicación bajo el título La Tauromachie de Gustave Doré.
Glosó sus conocimientos de la cerámica española en el libro Histoire des Faïences hispano-moresques a reflés metalliques, publicado en París en 1861.
Davillier también publicó  una obra sobre la orfebrería en España en 1879, "Recherches sur l'orfèvrerie en Espagne au moyen âge et à la renaissance; documents inédits tirés des archives espagnoles" 